# Одарыч, Сергей Олегович
Сергей Олегович Одарыч (родился 26 июня 1967, Нежин) — городской голова города Черкассы в 2006—2015 гг.

## Биография
Родился 26 июня 1967 года в городе Нежин, Черниговской области . Отец: Олег Николаевич —— учёный, математик, физик. Мать: Надежда Андреевна — учёный, физик.
В 1984—1986 учился в Киевском национальном университете имени Тараса Шевченко на механико-математическом факультете.
В 1987—1989 работал программистом отдела АСУ Киевской областной больницы. В 1996 стал учредителем и главным редактором газеты «Мы». Набрав популярности, сумел в 2006 году стать городским головой города Черкассы и неоднократно переизбирался до 2015 г. В июне 2007 стал председателем Партии вольных демократов.
В 2013 году обвинялся в нанесении ущерба городской казне Черкасс на сумму около 600 тыс. грн., в результате чего был отстранен от должности городским советом Черкасс 24 апреля 2013 года. Сам Одарыч назвал это политическим преследованием. На досрочных выборах мэра в июне 2014 в очередной раз выиграл выборы, обойдя своего ближайшего конкурента Анатолия Бондаренко («Батькивщина») почти на 20 тыс. голосов избирателей.
На очередных выборах мэра в 2015 году Одарыч набрал в первом туре 23,15 % голосов избирателей, заняв первое место. Однако во втором туре он проиграл выборы с отрывом в 2000 голосов Анатолию Бондаренко («Батькивщина»), набравшему в первом туре лишь 11,96 % голосов избирателей. Признал своё поражение сразу же после оглашения результатов голосования.